# Stara Sól

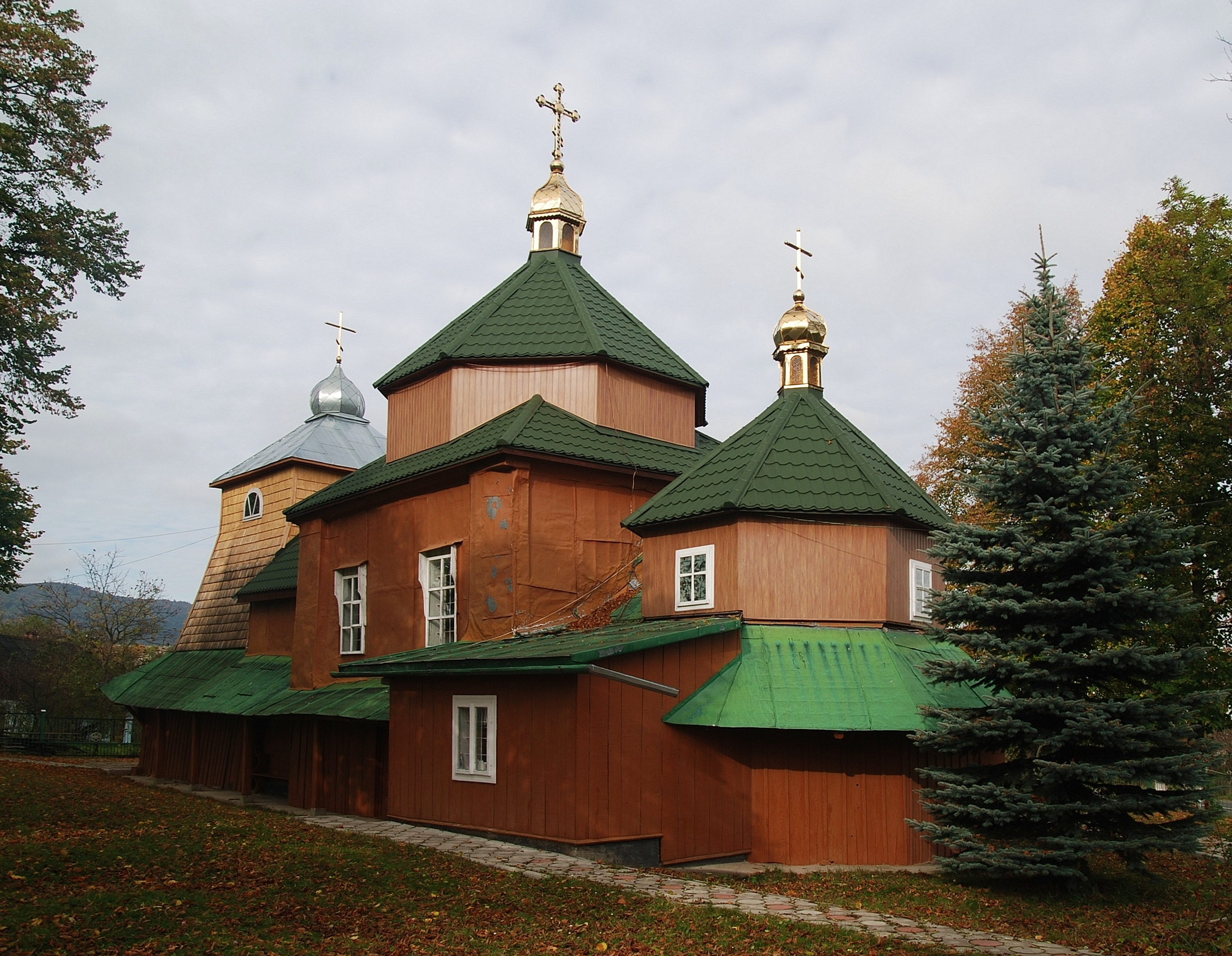
Stara Sól, cerkiew pw. Zmartwychwstania Pańskiego

Stara Sól (ukr. Стара Сіль, Stara Sil) – osiedle typu miejskiego na Ukrainie, w rejonie samborskim (wczesniej w rejonie starosamborskim) obwodu lwowskiego. Status osiedla typu miejskiego od 1940 r.

## Historia
Pierwsze wzmianki na temat Starej Soli pochodzą z roku 1502, było to miasto królewskie należące do ekonomii samborskiej Rzeczypospolitej. Starasol położona była na przełomie XVI i XVII wieku w powiecie samborskim ziemi przemyskiej województwa ruskiego, w 1565 roku należała do żupy solnej przemyskiej. Przywileje królewskie i dotacje miasto otrzymało w roku 1557 oraz 1578. W roku 1614 miasto otrzymało dotację Mikołaja Daniłowicza na utrzymanie kościoła. Z 1615 r. pochodzą pierwsze wzmianki o Żydach osiedlających się w mieście. W roku 1660 powstaje murowany kościół rzymskokatolicki, następnie konsekrowany w roku 1743 pw. św. Michała Archanioła. W XVIII w. w Starej Soli powstaje samodzielna gmina żydowska, a w 1765 r. mieszka tu 229 Żydów. Zapewne w tym czasie powstaje tutejsza synagoga. Miasto było ważnym ośrodkiem warzenia soli z żup królewskich. Do 1772 w ziemi przemyskiej województwa ruskiego Rzeczypospolitej.
Od rozbioru Polski w 1772 r. w składzie Królestwa Galicji i Lodomerii. W roku 1853 zamknięto żupy solne ze względu na wyeksploatowanie surowicy. W 1880 r. Stara Sól liczy 1347 mieszkańców, z czego 732 rzymskich katolików, 416 żydów, oraz 198 grekokatolików. W tym roku prowadzono tu badania geologiczne w poszukiwaniu pokładów soli, jednak nie dały one oczekiwanych rezultatów. Od roku 1905 w pobliżu miejscowości prowadzi linia kolejowa łączącą Użhorod z Samborem.
W 1921 r. Stara Sól liczy 1170 mieszkańców, z czego 211 to Żydzi. W okresie międzywojennym Stara Sól leży w powiecie starosamborskim województwa lwowskiego w niepodległej Polsce. W tym czasie burmistrzem jest Franciszek Korostyński. 1 kwietnia 1932 r. w związku z likwidacją powiatu starosamborskiego miasto włączone zostało do powiatu samborskiego.
Po przegranej przez Polskę wojny obronnej w '39 Stara Sól znalazła się w części zajętej przez ZSRR. 4 grudnia 1939 r. została wcielona w rozszerzone inicjatywą radziecką granice Ukraińskiej SRR (obwód drohobycki). Po ataku Niemiec na ZSRR miasto znalazło się pod okupacją niemiecką. Od 1 sierpnia 1941 r. na terenie powiatu Sambor Dystryktu Galicja w składzie Generalnego Gubernatorstwa. W marcu 1942 r. Niemcy tworzą getto dla żydowskich mieszkańców Starej Soli, które likwidują w sierpniu tego samego roku, wywożąc starosolskich Żydów do getta w Samborze a stamtąd do obozu zagłady w Bełżcu. 
W latach 1939–1945 nacjonaliści ukraińscy z OUN-UPA zamordowali w mieście lub na drogach do niego prowadzących 23 Polaków.
W sierpniu 1944 miasto zostało zajęte przez wojska radzieckie. Po II wojnie światowej formalnie odłączone od Polski i włączone do Ukraińskiej Socjalistycznej Republiki Radzieckiej – początkowo w obwodzie drohobyckim, później ponownie we lwowskim. Po uzyskaniu w 1991 niepodległości przez Ukrainę w jej składzie. Silskiej radzie w Starej Soli podlegają Stara Ropa i Twary.
Rejon starosamborski, w którym leży Stara Sól, należy do transgranicznego mikroregionu Dolina Wiaru.

## Ważniejsze obiekty
- Kościół rzymskokatolicki św. Michała Archanioła z 1660, należący do parafii św. Michała Archanioła.

Kościół przetrwał obie wojny światowe, został zamknięty dopiero po wysiedleniu Polaków z przedwojennych województw wschodnich II RP. Od tego czasu kościół służył jako magazyn. W latach '70 został spalony wraz z niemal całym cennym zabytkowym wyposażeniem, ocalały jedynie trzy boczne ołtarze i cudowny ołtarz Matki Bożej. Podczas akcji przeciwpożarowej ze względu na używanie zasolonej wody zniszczono dodatkowo ceglane mury kościoła. Od tego czasu kościół pozostawał w zupełnej ruinie. W okresie USRR kościół stanowił trzecią w mieście cerkiew greckokatolicką, został przez Polaków odzyskany w 1995 i od tego czasu są czynione przez tę społeczność starania o podjęcie działań celem jego zabezpieczenia i remontu.
- Cerkiew greckokatolicka z XVII w.
- Cerkiew prawosławna z XV w.
- Synagoga w Starej Soli

## Demografia
- 1880 r. – 1347 z czego: 732 rzymskich katolików, 416 żydów, oraz 198 grekokatolików;
- 1921 r. – 1170 z czego: 211 żydów;
- 1966 r. – 2800;
- 2001 r. – 1221.

## Związani ze Starą Solą
- Cyryl Sielecki (1835–1918) – wikariusz

Urodzeni
- Tomasz Dutkiewicz (1866–?) – nauczyciel[9], profesor c.k. gimnazjum w Tarnopolu[10]
- Roman Górecki (1889–1946) – oficer
- Franciszek Lurski (1895–1963) – oficer
- Stanisław Lurski (1893–1942) – oficer
- Józef Chmiel (1926–2013) – architekt

Honorowi obywatele
- Włodzimierz Buczacki[11]
- Aleksander Dworski
- Aleksander Mniszek-Tchorznicki
- Ludwik Poniński
- Leon Ricci[12]